# 島根県道41号桜江金城線
島根県道41号桜江金城線（しまねけんどう41ごう さくらえかなぎせん）は、島根県江津市から浜田市を結ぶ県道（主要地方道）である。

## 概要

### 路線データ
- 起点：島根県江津市桜江町谷住郷・船津交差点（国道261号交点）
- 終点：島根県浜田市金城町七条（国道186号交点）
- 総延長：25.3 km

## 歴史
- 1993年（平成5年）5月11日 - 建設省から、県道桜江金城線が桜江金城線として主要地方道に指定される[1]。
- 2020年（令和2年）12月6日 - 市山工区が開通[2]。

## 道路施設
- 市山トンネル 823m[3]
- 入原トンネル 220m[3]

## 路線状況

### 重複区間
- 広島県道・島根県道112号三次江津線（江津市桜江町川戸 地内）
- 島根県道297号皆井田江津線（江津市桜江町市山 - 江津市桜江町長谷）
- 島根県道50号田所国府線（浜田市金城町追原 地内）
- 島根県道・広島県道5号浜田八重可部線・島根県道・広島県道7号浜田作木線（浜田市金城町今福 - 浜田市金城町下来原）

## 地理

### 通過する自治体
- 江津市
- 浜田市

### 交差する道路
| 交差する道路                                                                                  | 市町村名 | 交差する場所                   | 交差する場所      |
| --------------------------------------------------------------------------------------------- | -------- | ------------------------------ | ----------------- |
| 国道261号                                                                                     | 江津市   | 桜江町谷住郷（たにじゅうごう） | 船津交差点 / 起点 |
| 広島県道・島根県道112号三次江津線 重複区間起点                                                | 江津市   | 桜江町川戸                     |                   |
| 広島県道・島根県道112号三次江津線 重複区間終点                                                | 江津市   | 桜江町川戸                     |                   |
| 島根県道297号皆井田江津線 重複区間起点                                                        | 江津市   | 桜江町市山                     |                   |
| 島根県道297号皆井田江津線 重複区間終点                                                        | 江津市   | 桜江町長谷（ながたに）         |                   |
| 島根県道329号桜江旭インター線                                                                 | 江津市   | 桜江町長谷                     |                   |
| 島根県道50号田所国府線 重複区間起点                                                           | 浜田市   | 金城町追原（おいばら）         |                   |
| 島根県道50号田所国府線 重複区間終点                                                           | 浜田市   | 金城町追原                     |                   |
| 島根県道・広島県道5号浜田八重可部線 重複区間起点 島根県道・広島県道7号浜田作木線 重複区間起点 | 浜田市   | 金城町今福                     |                   |
| 島根県道・広島県道114号今福芸北線                                                             | 浜田市   | 金城町今福                     |                   |
| 島根県道・広島県道5号浜田八重可部線 重複区間終点 島根県道・広島県道7号浜田作木線 重複区間終点 | 浜田市   | 金城町下来原（しもくるばら）   |                   |
| 国道186号                                                                                     | 浜田市   | 金城町七条                     | 終点              |

### 沿線にある施設など
- 江の川
- 美又温泉